# Movie Locations
Movie locations (originaltitel: filmlokationer) er en serie af den danske youtuber Niki Topgaard. Første afsnit udkom 12. marts 2015, og blev sidst udgivet 5. marts 2022. Der er lavet 9 afsnit, som alle kan findes på YouTube-kanalen Niki Topgaard Movietalk.
Serien handler om Niki Topgaard, der opsøger de præcise lokationer, hvor kendte film er blevet optaget, og forsøger så vidt muligt at genskabe de originale kameraskud. Samtidigt nævnes der også sjove facts om de enkle films tilblivelse

## Episoder

### Old Danish movies, 2015
Denne episode blev optaget i Danmark. 

### Terminator 2: Judgment Day, 2015
Denne episode blev optaget i den amerikanske by Los Angeles

### Back To the Future, 2015
Denne episode blev optaget i den amerikanske by Los Angeles

### Inception, 2015
Denne episode blev optaget i Los Angeles og Paris i 2014. 

### Harry Potter, 2015
Denne episode er optaget i England og Skotland i 2014. 

### Star Wars, 2015
Denne episode er filmet i USA, Tunesien, Italien, Spanien, Norge og England. Den er optaget mellem april og oktober 2014. 

### Lord Of The Rings, 2016
Denne episode er optaget i New Zealand i december 2014. 

### Rocky, 2021
Denne episode er filmet i USA. 

### Jurrasic Park, 2022
Denne episode er optaget i USA.

## Problemer under optagelser
I en video på sin kanal deler Niki de dramatiske oplevelser, han og hans assistent stødte på under tilblivelsen af serien. Under optagelser i den norske landsby Finse blev de fanget i en voldsom snestorm og måtte reddes af Røde Kors. I Tunesien, nær grænsen til Algeriet, oplevede de en urovækkende situation, da de passerede en ladvogn med maskerede bevæbnede mænd. De ekstreme temperaturer skabte også problemer – under optagelserne ved Luke Skywalkers hytte ved Chott el Jerid besvimede hans assistent af hedeslag. Som om det ikke var nok, blev Niki senere truet med en pistol, efter han afviste et lift fra en lokal mand.